# First Republic Bank

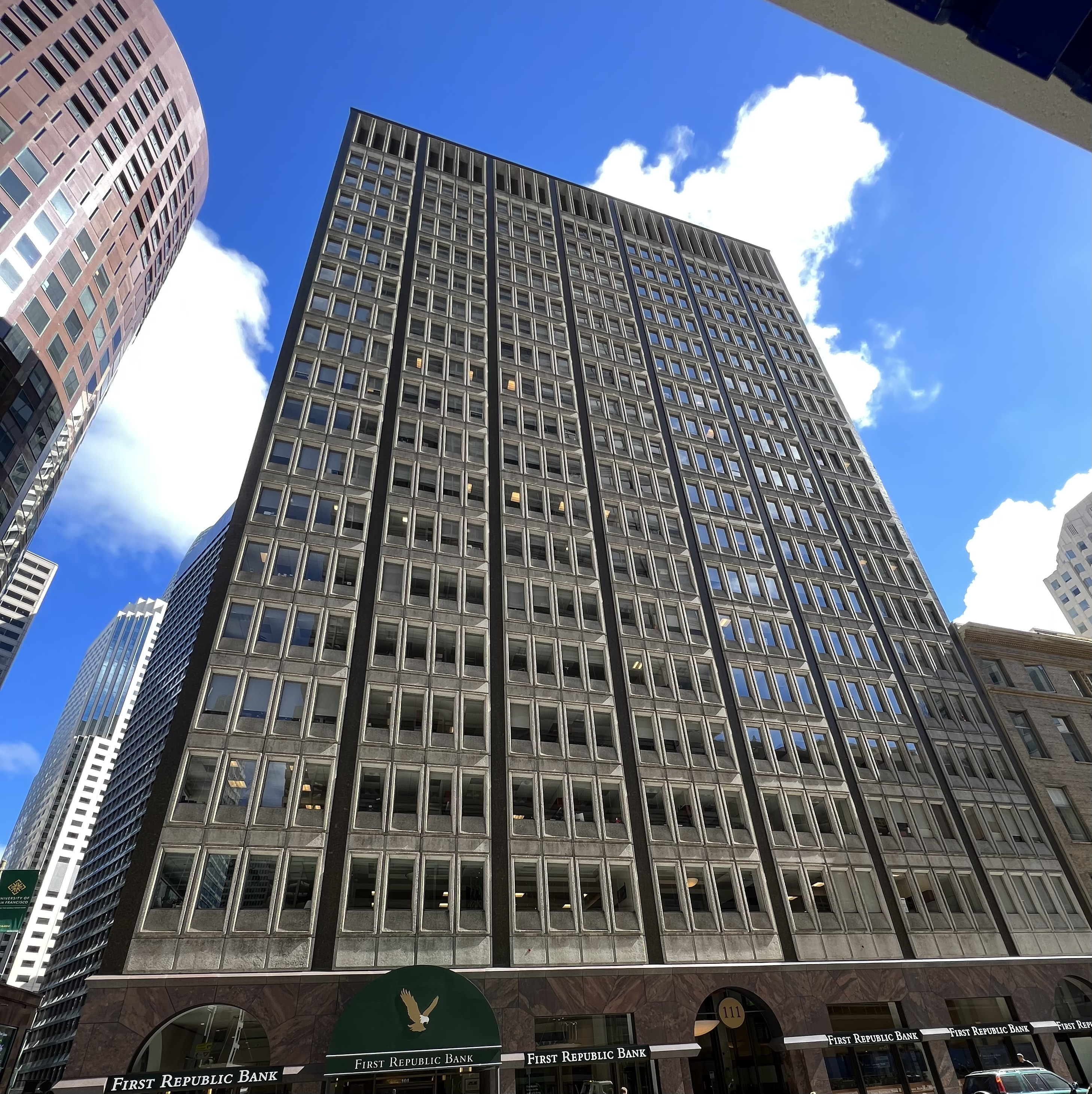
Na en de São Francisco, encontra-se o edifício que abriga a sede do First Republic Bank.

First Republic Bank foi uma instituição financeira especializada em administração de bens [en] e serviços bancários personalizados para clientes de alto padrão. Sua sede ficava em São Francisco, Califórnia, e possuía noventa e três agências distribuídas por onze estados estadunidenses, com forte presença em Nova Iorque, Califórnia, Massachusetts e Flórida. Em 1 de maio de 2023, como parte da crise bancária global de 2023 [en], a FDIC anunciou que o First Republic havia sido fechado e vendido para o JPMorgan Chase.

## Histórico
Jim Herbert, ex-fundador e diretor executivo do San Francisco Bancorp, fundou o First Republic Bank em fevereiro de 1985 como uma nova instituição financeira na cidade de São Francisco. O First Republic começou sua trajetória no mercado financeiro em 1 de julho de 1985, como uma empresa de empréstimo industrial com sede na Califórnia. Em agosto de 1986, o banco realizou sua primeira oferta pública inicial na NASDAQ, com o preço das ações fixado em US$ 10. Nos anos seguintes, o banco expandiu seus negócios por meio de aquisições, como a da Silver State Thrift, uma poupança em Nevada, em 1993. Em 2007, o banco foi comprado pela Merrill Lynch por US$ 1,8 bilhão, mas dois anos depois foi vendido para um consórcio liderado pela Colony Capital e General Atlantic por US$ 1,86 bilhão. Em 2010, o banco retornou ao mercado de capitais com uma nova oferta pública inicial na NYSE. O banco se especializou em atender clientes de alto padrão com serviços bancários personalizados e de qualidade, além de gestão de patrimônio, hipotecas e filantropia. Contudo, em 2023, o banco enfrentou uma grave crise financeira decorrente da instabilidade global do setor bancário. Com a perda de depósitos e o aumento dos juros pelo Federal Reserve, o banco não conseguiu manter sua liquidez e solvência. Em 1 de maio de 2023, o banco foi encerrado pela FDIC e seus ativos foram transferidos para o JPMorgan Chase.